# Tubaria minutalis
Tubaria minutalis är en svampart som beskrevs av Romagn. 1937. Enligt Catalogue of Life ingår Tubaria minutalis i släktet Tubaria,  och familjen Inocybaceae, men enligt Dyntaxa är tillhörigheten istället släktet Tubaria,  och familjen Tubariaceae. Artens status i Sverige är: Ej påträffad. Inga underarter finns listade i Catalogue of Life.